# Frank De Bleeckere
Frank de Bleeckere (Oudenaarde, 1966. július 1.–) belga nemzetközi labdarúgó-játékvezető. Egyéb foglalkozása PR-menedzser.

## Pályafutása

### Labdarúgóként
Fiatal korában lakóhelye környezetében működő labdarúgó sportegyesületben űzte a labdát, de 18 éves korában megsérült, és befejezte az aktív játékot.

### Labdarúgó-játékvezetőként

#### Nemzeti játékvezetés
A játékvezetői vizsgát 1984-ben szerezte meg, 1994-ben lett legmagasabb labdarúgó Liga játékvezetője. Belgiumban a harmadik generációs játékvezetők közé tartozik. Az aktív nemzeti játékvezetéstől 2011-ben vonult vissza.

#### Nemzetközi játékvezetés
A Belga labdarúgó-szövetség Játékvezető Bizottsága terjesztette fel nemzetközi játékvezetőnek, a Nemzetközi Labdarúgó-szövetség (FIFA) 1998-tól tartotta nyilván bírói keretében. Pályafutása alatt több válogatott és klubmérkőzést vezetett, vagy működő társának 4. bíróként segített. Európai játékvezetőként az egyik legfoglalkoztatottabb sportember volt. A FIFA JB besorolás szerint az elit kategóriába tevékenykedett. A belga nemzetközi játékvezetők rangsorában, a világbajnokság-Európa-bajnokság sorrendjében az 1. helyet foglalja el 29 találkozó szolgálatával. Európai-kupamérkőzések irányítójaként az örök ranglistán a 35. helyet foglalja el 42 találkozó vezetésével. Az aktív nemzetközi játékvezetéstől 2011-ben a FIFA 45 éves korhatárát elérve búcsúzott.
| Időpont | Helyszín                 | Mérkőzés típusa          | Mérkőzés        | Eredmény |
| ------- | ------------------------ | ------------------------ | --------------- | -------- |
| 2001.   | Nemzeti Stadion, Nicosia | első nemzetközi mérkőzés | Ciprus–Írország | 4 : 0    |

#### Labdarúgó-világbajnokság

##### U20-as labdarúgó-világbajnokság
Egyesült Arab Emírségek a 14., a 2003-as ifjúsági labdarúgó-világbajnokság, valamint Egyiptom a 17., a 2009-es U20-as labdarúgó-világbajnokság rendezte, ahol a FIFA JB bírói feladattal látta el.

###### 2003-as ifjúsági labdarúgó-világbajnokság
| Időpont            | Helyszín                                     | Mérkőzés típusa              | Mérkőzés                       | Eredmény | Nézők száma |
| ------------------ | -------------------------------------------- | ---------------------------- | ------------------------------ | -------- | ----------- |
| 2003. december 1.  | Mohammad Bin Zayed Stadion, Abu-Dzabi        | csoportmérkőzés (A. csoport) | Panama–Egyesült Arab Emírségek | 1 : 2    | 15 000      |
| 2003. december 4.  | Városi Stadion, Sharjah                      | csoportmérkőzés (B. csoport) | Argentína–Mali                 | 3 : 1    | 5 000       |
| 2003. december 9.  | Sheikh Khalifa International Stadion, Al Ain | egyik nyolcaddöntő           | Írország–Kolumbia              | 2 : 3    | 6 860       |
| 2003. december 15. | Al-Rashid Stadion, Dubaj                     | egyik elődöntő               | Spanyolország–Kolumbia         | 1 : 0    | 5 700       |

###### 2009-es U20-as labdarúgó-világbajnokság
| Időpont              | Helyszín                         | Mérkőzés típusa              | Mérkőzés                    | Eredmény | Nézők száma |
| -------------------- | -------------------------------- | ---------------------------- | --------------------------- | -------- | ----------- |
| 2009. szeptember 24. | Borg el-Arab Stadion, Alexandria | csoportmérkőzés (A. csoport) | Egyiptom–Trinidad és Tobago | 4 : 1    | 74 000      |
| 2009. szeptember 28. | Álszálám Stadion, Kairó          | csoportmérkőzés (4. csoport) | Nigéria–Spanyolország       | 0 : 2    | 7 955       |
| 2009. október 3.     | Központi Stadion, Port Szaíd     | csoportmérkőzés (E. csoport) | Ausztrália–Brazília         | 1 : 3    | 16 200      |
| 2009. október 16.    | Nemzetközi Stadion, Kairó        | döntő                        | Ghána–Brazília              | 0 : 0    | 67 814      |

##### U17-es labdarúgó-világbajnokság
Peru rendezte a 2005-ös U17-es labdarúgó-világbajnokságot, ahol a FIFA JB hivatalnokkánt foglalkoztatta.

###### 2005-ös U17-es labdarúgó-világbajnokság
| Időpont              | Helyszín                        | Mérkőzés típusa              | Mérkőzés                     | Eredmény | Nézők száma |
| -------------------- | ------------------------------- | ---------------------------- | ---------------------------- | -------- | ----------- |
| 2005. szeptember 16. | Mansiche Stadion, Trujillo      | csoportmérkőzés (A. csoport) | Peru–Ghána                   | 1 : 1    | 21 100      |
| 2005. szeptember 20. | Elias Aguirre Stadion, Chiclayo | csoportmérkőzés (C. csoport) | Elefántcsontpart–Észak-Korea | 0 : 3    | 14 500      |
| 2005. szeptember 23. | Mansiche Stadion, Trujillo      | csoportmérkőzés (D. csoport) | Katar–Brazília               | 0 : 6    | 15 000      |
| 2005. szeptember 29. | Mansiche Stadion, Trujillo      | egyik elődöntő               | Törökország–Brazília         | 3 : 4    | 19 000      |
| 2005. október 2.     | Nemzeti Stadion, Lima           | döntő                        | Mexikó–Brazília              | 3 : 0    | 40 000      |

---
A világbajnoki döntőhöz vezető úton Dél-Koreába és Japánba a XVII., a 2002-es labdarúgó-világbajnokságra, Németországba a XVIII., a 2006-os labdarúgó-világbajnokságra valamint Dél-Afrikába a XIX., a 2010-es labdarúgó-világbajnokságra a FIFA JB bíróként alkalmazta. Világbajnokságon vezetett mérkőzéseinek száma: 7.

##### 2002-es labdarúgó-világbajnokság

###### Selejtező mérkőzés
| Időpont           | Helyszín                     | Mérkőzés típusa           | Mérkőzés            | Eredmény | Nézők száma |
| ----------------- | ---------------------------- | ------------------------- | ------------------- | -------- | ----------- |
| 2001. március 24. | GSP Stadion, Nicosia         | előselejtező (2. csoport) | Ciprus–Írország     | 0 : 4    | 13 000      |
| 2001. október 6.  | Republican Stadion, Chișinău | előselejtező (4. csoport) | Moldova–Törökország | 0 : 3    | 5 000       |

##### 2006-os labdarúgó-világbajnokság

###### Statisztika
| Kiírás                 | Mérkőzés | Sárga lap | Sárga lap · Sárga lap · kiállítva | kiállítva |
| ---------------------- | -------- | --------- | --------------------------------- | --------- |
| 2006-os világbajnokság | 4        | 19        | 0                                 | 0         |

| Időpont             | Helyszín                       | Mérkőzés típusa           | Mérkőzés              | Eredmény | Nézők száma |
| ------------------- | ------------------------------ | ------------------------- | --------------------- | -------- | ----------- |
| 2004. október 9.    | Športni Park Stadion, Celje    | előselejtező (5. csoport) | Szlovénia–Olaszország | 1 : 0    | 9 262       |
| 2004. november 17.  | Republican Stadion, Jereván    | előselejtező (1. csoport) | Örményország–Románia  | 1 : 1    | 2 500       |
| 2005. június 8.     | Suphachalasai Stadion, Bangkok | Ázsia (AFC) zóna          | Észak-Korea–Japán     | 0 : 2    |             |
| 2005. szeptember 3. | Råsunda Stadion, Stockholm     | előselejtező (8. csoport) | Svédország–Bulgária   | 3 : 0    | 33 883      |
| 2005. október 8.    | Parken Stadion, Koppenhága     | előselejtező (2. csoport) | Dánia–Görögország     | 1 : 0    | 42 099      |
| 2005. november 16.  | Şükrü Saraçoğlu, Isztambul     | rájátszás                 | Törökország–Svájc     | 4 : 2    | 42 000      |

###### Világbajnoki mérkőzés
| Időpont          | Helyszín                   | Mérkőzés típusa              | Mérkőzés                   | Eredmény | Nézők száma |
| ---------------- | -------------------------- | ---------------------------- | -------------------------- | -------- | ----------- |
| 2006. június 10. | Volkspark Stadion, Hamburg | csoportmérkőzés (C. csoport) | Argentína–Elefántcsontpart | 2 : 1    | 49 480      |
| 2006. június 18. | Franken Stadion, Nürnberg  | csoportmérkőzés (F. csoport) | Horvátország–Japán         | 0 : 0    | 41 000      |
| 2006. június 25. | Neckar Stadion, Stuttgart  | egyik nyolcaddöntő           | Anglia–Ecuador             | 1 : 0    | 52 000      |
| 2006. június 30. | Volkspark Stadion, Hamburg | egyik negyeddöntő            | Olaszország–Ukrajna        | 3 : 0    | 50 000      |

##### 2010-es labdarúgó-világbajnokság
A FIFA JB 2008. október 24-én a 2010-es világbajnokság játékvezetőinek átmeneti listájára helyezte, 2010. február 5-én a közreműködő harminc játékvezető közé jelölte. Az ellenőrző vizsgálatokon megfelelt az elvárásoknak, így delegálták az utazó keretbe.

###### Selejtező mérkőzés
| Időpont             | Helyszín                      | Mérkőzés típusa           | Mérkőzés              | Eredmény | Nézők száma |
| ------------------- | ----------------------------- | ------------------------- | --------------------- | -------- | ----------- |
| 2008. október 11.   | Városi Stadion, Konstanca     | előselejtező (7. csoport) | Románia–Franciaország | 2 : 2    | 12 800      |
| 2009. március 28.   | Dragao Stadion, Porto         | előselejtező (1. csoport) | Portugália–Svédország | 0 : 0    | 40 200      |
| 2009. szeptember 5. | St. Jakob Park Stadion, Bázel | előselejtező (2. csoport) | Svájc–Görögország     | 2 : 0    | 38 500      |

###### Világbajnoki mérkőzés
| Időpont          | Helyszín                          | Mérkőzés típusa              | Mérkőzés            | Eredmény | Nézők száma |
| ---------------- | --------------------------------- | ---------------------------- | ------------------- | -------- | ----------- |
| 2010. június 17. | Soccer City Stadion, Johannesburg | csoportmérkőzés (B. csoport) | Argentína–Dél-Korea | 4 : 1    | 82 174      |
| 2010. június 23. | Loftus Versfeld Stadion, Pretoria | csoportmérkőzés (C. csoport) | USA–Algéria         | 1 : 0    | 35 827      |
| 2010. június 29. | Loftus Versfeld Stadion, Pretoria | egyik nyolcaddöntő           | Paraguay–Japán      | 0 : 0    | 36 742      |

#### Labdarúgó-Európa-bajnokság

##### U16-os labdarúgó-Európa-bajnokság
Az első nemzetközi szereplése társaihoz hasonlóan a fiatalokkal kezdődött, Skócia rendezte az 1998-as U16-os labdarúgó-Európa-bajnokságot, ahol a FIFA/UEFA JB hivatalnokként mutatta be a nemzetközi résztvevőknek.
---
Az európai-labdarúgó torna döntőjéhez vezető úton Portugáliába a XII., a 2004-es labdarúgó-Európa-bajnokságra, Ausztriába és Svájcba a XIII., a 2008-as labdarúgó-Európa-bajnokságra valamint Ukrajnába és Lengyelországba a XIV., a 2012-es labdarúgó-Európa-bajnokságra az UEFA JB játékvezetőként foglalkoztatta. Portugáliában három mérkőzésen volt a vezető játékvezető tartalékja, a negyedik játékvezető.

##### 2004-es labdarúgó-Európa-bajnokság

###### Selejtező mérkőzés
| Időpont             | Helyszín                            | Mérkőzés típusa           | Mérkőzés              | Eredmény | Nézők száma |
| ------------------- | ----------------------------------- | ------------------------- | --------------------- | -------- | ----------- |
| 2002. szeptember 7. | Skonto Stadion, Riga                | előselejtező (4. csoport) | Lettország–Svédország | 0 : 0    | 8 500       |
| 2003. június 11.    | Apostolos Nikolaidis Stadion, Athén | előselejtező (6. csoport) | Görögország–Ukrajna   | 1 : 0    | 18 000      |
| 2003. szeptember 6. | Gradski Stadion, Szkopje            | előselejtező (7. csoport) | Macedónia–Anglia      | 1 : 2    | 10 000      |

###### Európa-bajnoki mérkőzés
| Időpont            | Helyszín                      | Mérkőzés típusa              | Mérkőzés                     | Eredmény | Nézők száma |
| ------------------ | ----------------------------- | ---------------------------- | ---------------------------- | -------- | ----------- |
| 2006. szeptember 6 | Windsor Park Stadion, Belfast | csoportmérkőzés (F. csoport) | Észak-Írország–Spanyolország | 3 : 2    | 14 500      |

##### 2008-as labdarúgó-Európa-bajnokság

###### Selejtező mérkőzés
| Időpont             | Helyszín                 | Mérkőzés típusa           | Mérkőzés               | Eredmény | Nézők száma |
| ------------------- | ------------------------ | ------------------------- | ---------------------- | -------- | ----------- |
| 2007. március 28.   | San Nicola Stadion, Bari | előselejtező (B. csoport) | Olaszország–Skócia     | 2 : 0    | 37 500      |
| 2007. szeptember 8. | Rasunda Stadion, Solna   | előselejtező (F. csoport) | Svédország–Dánia       | 0 : 0    | 33 000      |
| 2007. november 17.  | Gradski Stadion, Skopje  | előselejtező (E. csoport) | Macedónia–Horvátország | 2 : 0    | 18 000      |

###### Európa-bajnoki mérkőzés
| Időpont          | Helyszín                       | Mérkőzés típusa              | Mérkőzés                  | Eredmény | Nézők száma |
| ---------------- | ------------------------------ | ---------------------------- | ------------------------- | -------- | ----------- |
| 2008. június 12. | Wörthersee Stadion, Klagenfurt | csoportmérkőzés (B. csoport) | Horvátország–Németország  | 2 : 1    | 30 461      |
| 2008. június 18. | Tivoli Neu Stadion, Innsbruck  | csoportmérkőzés (D. csoport) | Oroszország–Svédország    | 2 : 0    | 30 772      |
| 2008. június 26. | Ernst Happel Stadion, Bécs     | egyik elődöntő               | Oroszország–Spanyolország | 0 : 3    | 51 428      |

##### 2012-es labdarúgó-Európa-bajnokság

###### Selejtező mérkőzés
| Időpont             | Helyszín                   | Mérkőzés típusa           | Mérkőzés              | Eredmény | Nézők száma |
| ------------------- | -------------------------- | ------------------------- | --------------------- | -------- | ----------- |
| 2010. szeptember 7. | Lokomotiv Stadion, Moszkva | előselejtező (B. csoport) | Oroszország–Szlovákia | 0 : 1    | 28 000      |

##### Nemzetközi kupamérkőzések
Vezetett Kupa-döntők száma: 1.

##### UEFA-szuperkupa
Az Európai Labdarúgó-szövetség (UEFA) JB, nemzetközi szakmai munkáját elismerve megbízta a találkozó koordinálásával.
| Időpont             | Helyszín                  | Mérkőzés típusa | Mérkőzés                | Eredmény | Nézők száma |
| ------------------- | ------------------------- | --------------- | ----------------------- | -------- | ----------- |
| 2009. augusztus 28. | II. Lajos Stadion, Monaco | döntő           | Barcelona–Sahtar Doneck | 1 : 0    | 17 738      |

##### UEFA-bajnokok ligája
Az Európai Labdarúgó-szövetség (UEFA) Bajnokok Ligájában 2001-ben debütált. 2005-ben a negyeddöntőben, a Liverpool–Juventus (2:1) csapatainak vezetett mérkőzést. A 2006/2007 bajnoki idényben lehetőséget kapott egy várhatóan tüzes találkozó irányítására, a Chelsea–Barcelona (1:0) csapatok közreműködésével. José Mourinho a Chelsea menedzsere, a mérkőzés előtt elvégezte a szokásos negatív sajtókampányát ellenfelükkel, edzőjükkel kapcsolatban. Ez a mérkőzés azonban mentes volt a vitáktól. A 2007/2008 versenyidényben a nyolc közé jutásért folytatott versenyben kapott szerepet, ahol a Liverpool–Internazionale (2:0) csapatainak küzdelmét koordinálta. Majd következett az egyik negyeddöntős találkozó, a AS Roma–Manchester United (2:0) csapatok részvételével.

##### Meridian-kupa
2001-ben Olaszország-ban, a Meridian Kupán vett részt, mint játékvezető.

##### Csapat-világbajnokság
2003-ban az Egyesült Arab Emírségek-ban rendezték meg a FIFA csapat-világbajnokságot, ahol közreműködő játékvezető volt.

## Szakmai sikerek
- 1999-2003 között öt éven át a belga sportszakemberek – újságírók és ellenőrök – javaslatára ő lett az Év Játékvezetője. Az IFFHS szerint 2008-ban a világ harmadik legjobb játékvezetője.
- Az IFFHS (International Federation of Football History & Statistics) 1987-2011 évadokról tartott nemzetközi szavazásán 151, játékvezető besorolásával minden idők 10, legjobb bírójának rangsorolta. A 2008-as szavazáshoz képest 26 pozíciót előbbre lépett.